# Lerma, Burgos
Lerma là một đô thị trong tỉnh Burgos, Castile và León, Tây Ban Nha. 

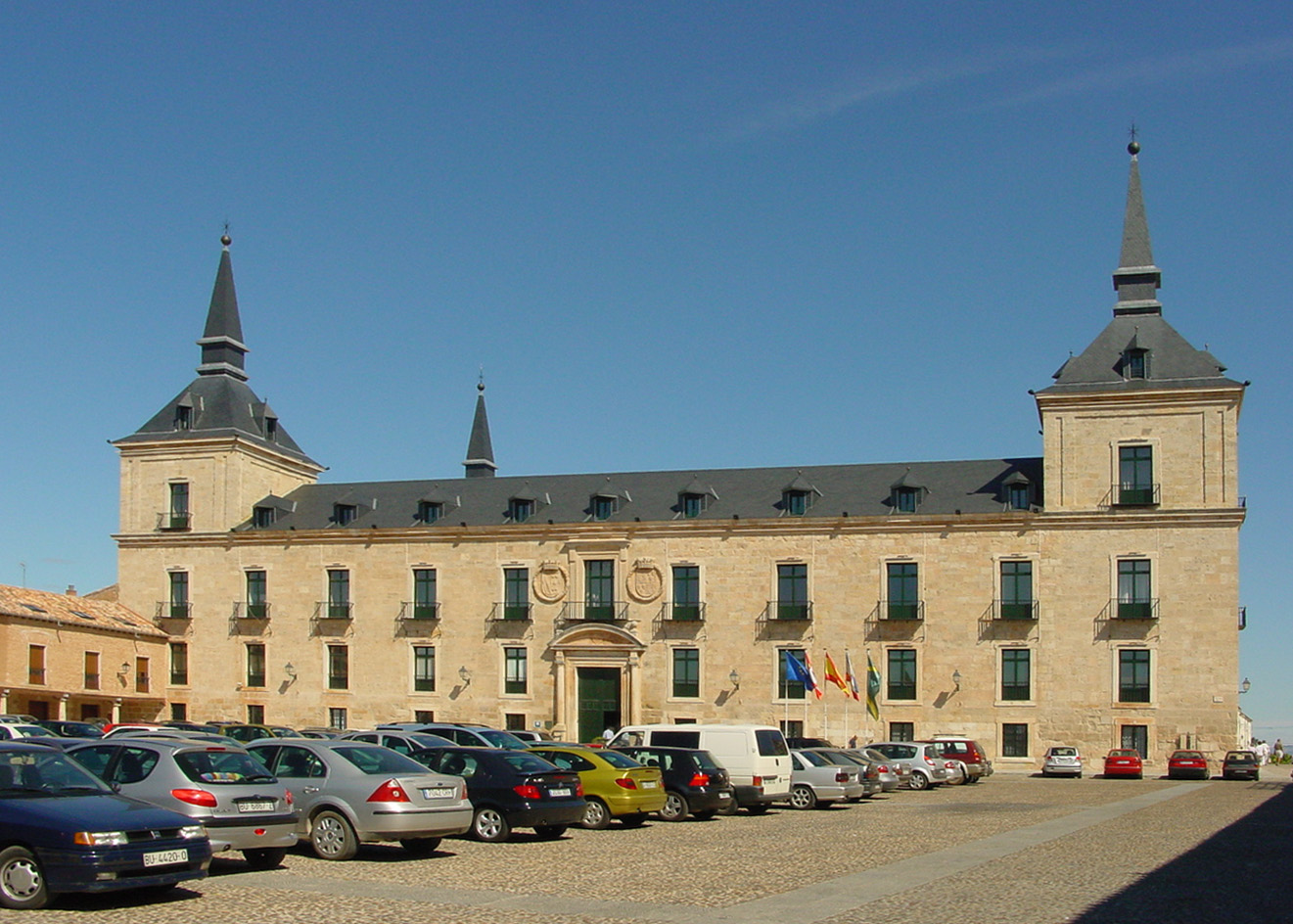
Ducal palace at Lerma.
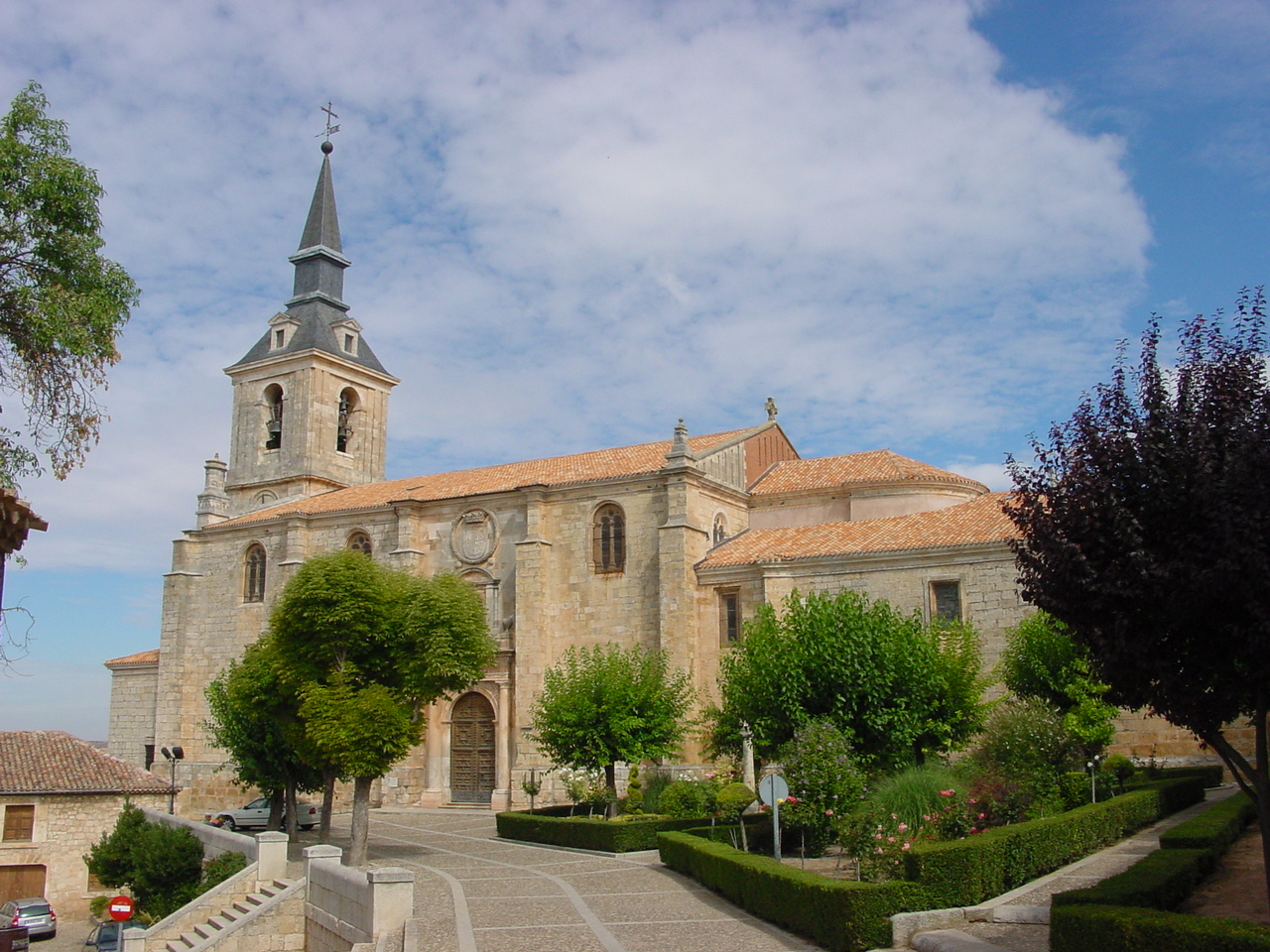
Collegiate church of San Pedro.
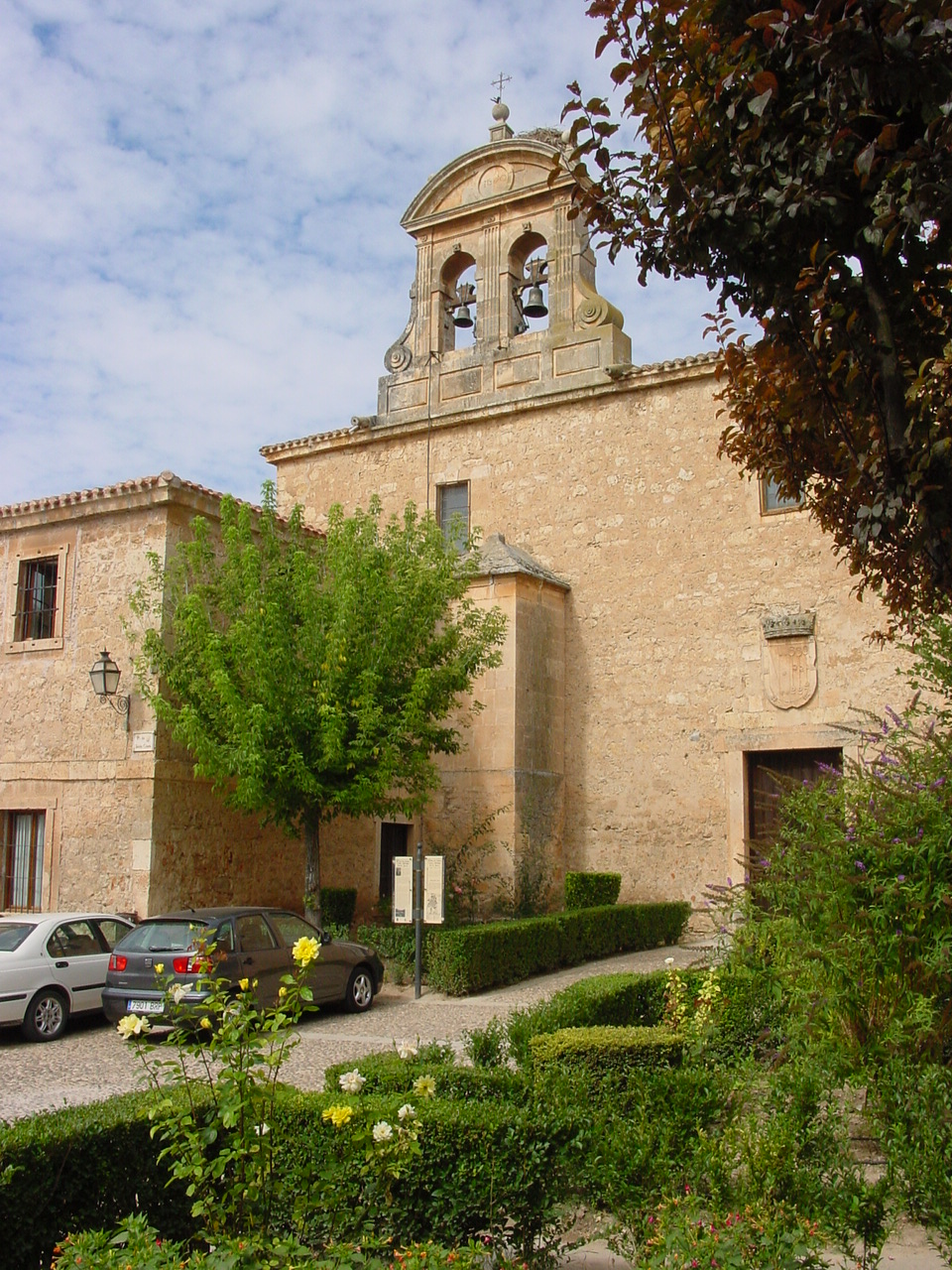
Monastery of la Ascensión de Nuestro Señor, also known as the Convento de Santa Clara

41°35′B 3°41′T / 41,583°B 3,683°T